# مسجد الساعة (ألبانيا)
مسجد الساعة ((بالألبانية: Xhamia me Sahat)‏) ، كما يسمى مسجد عبد الرحمن باشا أو مسجد بجين هو نصب ثقافي تذكاري من ألبانيا ، يقع في بجين.
تم بناؤه في عام 1666 من قبل عبد الرحمن باشا الألباني ويشبه مسجد أدهم باي في العاصمة الألبانية تيرانا. المسجد يقع في وسط ساحة البلدة القديمة على الطريق الرئيسي بين دراس وإلباسان. في وقت لاحق دمر من جراء النار، وكان بناؤها في 1830s من قبل كافير صادق باشا. له مئذنة وقبة دمرتا في عام 1970 من قبل الدكتاتور الشيوعي تحت أنور خوجة. المسجد أعيد بناؤه في عام 1992.